# 아웃 오브 더 퍼니스
《아웃 오브 더 퍼니스》(영어: Out of the Furnace)는 2013년 공개된 미국의 드라마 영화이다. 스콧 쿠퍼가 감독하고 쿠퍼와 브래드 인겔스비가 공동 각본을 썼다. 암울한 삶 속에서도 희망을 잃지 않고 살아가던 러셀(크리스찬 베일 분)이 자신의 전부나 다름없던 동생의 죽음에 숨겨진 불편한 진실에 맞서 펼치는 처절한 복수를 그린 작품으로 레오나르도 디카프리오와 리들리 스콧이 제작에 참여하였고, 이 영화에는 크리스찬 베일, 케이시 애플렉, 우디 해럴슨, 조 샐다나, 포레스트 휘태커, 윌렘 대포와 샘 쉐퍼드가 출연한다.

## 줄거리
제철소 노동자 러셀 베이즈는 네 번이나 이라크 전쟁에 참전한 재향 군인 동생 로드니와 함께 노스 브래독, 펜실베이니아주에서 살고 있다. 러셀은 경마 동시방송에서 로드니를 발견한다. 로드니는 자신이 걸었고 잃어버린 돈이 바를 소유하고 여러 불법 도박을 운영하는 존 페티에게서 빌린 것이라고 말한다. 러셀은 페티를 방문하여 로드니의 빚 일부를 갚고 나머지를 갚겠다고 약속한다. 술에 취해 운전하던 러셀은 차를 들이받아 탑승자를 죽게 만들고, 차량 과실치사 혐의로 수감된다. 러셀이 감옥에 있는 동안, 그의 병약한 아버지는 사망하고 그의 여자친구 레나는 경찰서장 웨슬리 반즈를 찾아 떠난다.
형기를 마친 러셀은 집으로 돌아와 직업을 다시 시작한다. 같은 날, 로드니는 불법 상금 싸움에 참여한다. 그는 빚 일부를 갚기 위해 "봐주기"로 되어 있었지만, 맞자 격분하여 대신 상대를 물리친다. 다음 날 아침, 러셀은 로드니의 피 묻은 너클 테이프를 발견하고 그에 대해 따진다. 러셀은 로드니에게 제철소에서 일하라고 권하지만, 로드니는 외상 후 스트레스 장애로 인해 일반적인 직업을 가질 수 없을 정도로 정신적으로 상처를 받았다.
빚을 조금씩 갚기 위한 소액의 싸움에 지친 로드니는 페티를 설득하여 더 많은 돈이 되는 싸움을 조직하게 한다. 페티는 마지못해 시골 뉴저지주 출신의 사회병질적인 마약상 할런 드그로트와 싸움을 주선하는데, 페티는 드그로트에게 빚을 지고 있다. 한편 러셀은 여자친구를 되찾고 싶어 하지만, 그녀는 웨슬리의 아이를 임신 중이다. 러셀은 눈에 띄게 상심하여 그녀가 훌륭한 엄마가 될 것이라고 말한다. 그들은 그녀의 임신 때문에 다시 만나는 것이 불가능하다는 것을 알고 헤어진다.
페티와 로드니는 라마포 산맥에 있는 드그로트의 거점에서 만난다. 로드니는 일부러 지도록 지시받는다. 싸움 중에 로드니는 상대를 거의 쓰러뜨릴 뻔하지만, 그 다음 봐주기를 한다. 싸움 후에 드그로트는 나머지 빚을 요구하지만, 페티는 이 싸움으로 빚이 청산되었다고 그들이 합의했음을 상기시킨다. 그러나 드그로트와 그의 부하들은 집으로 돌아가는 길에 페티와 로드니를 매복 공격한다. 드그로트는 자신의 빚이 갚아지지 않았다고 주장하며 페티를 죽이고 로드니를 숲으로 끌고 가서 죽인다. 아무도 모르게 페티의 휴대전화가 차량 좌석에 떨어져 우연히 그의 바텐더 댄의 음성 사서함으로 연결되어 드그로트가 페티를 살해하는 것을 녹음했다.
그날 밤, 러셀은 로드니에게서 편지를 발견하는데, 이번이 그의 마지막 싸움이 될 것이며 러셀과 함께 제철소에서 일하고 싶다는 내용이다. 웨슬리는 러셀에게 로드니의 실종에 대해 알리고, 러셀과 그의 삼촌 레드(Red)는 그를 찾으러 나선다. 드그로트의 마을에서 러셀과 레드는 버건군 부보안관에게 저지당하는데, 그는 드그로트의 부하들이 왜 그들이 마을에 왔는지 알면 그들을 죽일 것이라고 알리고, 웨슬리의 부탁으로 불법으로 은닉된 무기를 소지한 혐의로 수색하고 체포하는 대신 그들을 주 경계선까지 호위하겠다고 말한다.
제철소로 돌아오자 웨슬리는 러셀을 방문하여 로드니의 죽음을 확인한다. 러셀은 페티의 사무실로 가서 드그로트의 전화번호를 찾아 전화를 걸어 자신을 밝히지 않고 페티의 빚을 받으러 오라고 유인한다.
바에서 러셀은 드그로트의 밴을 손상시켜 그의 도주를 막고 그와 대치한다. 그는 드그로트를 뒤쫓아 두 번 총을 쏜다. 러셀은 드그로트에게 자신이 로드니의 형제라고 말하고, 그 때 웨슬리가 순찰차를 타고 현장에 접근한다. 웨슬리는 러셀에게 총을 내려놓으라고 애원하지만, 러셀은 신중하게 사냥용 소총을 조준하여 드그로트의 뒤통수를 쏜다. 영화는 러셀이 식탁에 앉아 생각에 잠겨 있는 모습으로 전환되며, 웨슬리가 러셀이 감옥을 피할 수 있도록 상황을 조치했음을 암시한다.

## 출연

### 주연
- 크리스찬 베일
- 조 샐다나
- 우디 해럴슨
- 윌렘 대포
- 케이시 애플렉
- 포레스트 휘태커

### 조연
- 샘 쉐퍼드
- 톰 바우어
- 잭 이어디
- 마크 커브
- 칼 클레몬스
- 찰스 데이빗 리처즈
- 덴드리 테일러

## 기타
- 프로듀서: 마이클 코스티건
- 프로듀서: 레오나르도 디카프리오
- 프로듀서: 라이언 카바노
- 프로듀서: 제니퍼 데이비슨 킬로란
- 프로듀서: 리들리 스콧
- 프로듀서: 토니 스콧
- 프로듀서: 브룩클린 위버
- 미술: 테레즈 드프레즈
- 의상: 커트 앤 바트
- 섭외: 론나 크레스